# Cataclysm: Dark Days Ahead
Cataclysm: Dark Days Ahead (укр. Катаклізм: похмурі дні попереду), також відома як CataclysmDDA чи CDDA — це безкоштовна відеогра на виживання у жанрі roguelike, заснована на тематиці зомбі-апокаліпсису.
Цей програмний проєкт з відкритим кодом є продовженням проєкту Cataclysm, автор котрого опублікував вихідний програмний код на github з ліцензією Creative Commons. Проєкт отримав фінансування спільноти на Kickstarter'і у 2013 році для оплати роботи програміста.

## Сюжет та ігровий світ
Події в грі відбуваються в недалекому майбутньому, у регіоні Нова Англія на північному сході США, після техногенної катастрофи, що забрала життя більшої частини населення та призвела до появи численних чудовиськ та небезпечних явищ.
Пост-апокаліптичний світ Cataclysm являє собою знелюднені пейзажі сільської місцевості та невеличких містечок, з'єднаних мережею доріг. В оригінальній версії гри персонаж гравця прокидається у бомбосховищі на околицях містечка, сам-самісінький, без спорядження та харчів, маючи лише одяг на собі, можливо сірники та в кращому випадку озброєний туристичним ножем. Гравець може досліджувати територію довкола сховища, проте рано чи пізно голод, спрага та холод змушують персонажа вирушити до будинків на околицях найближчого містечка.

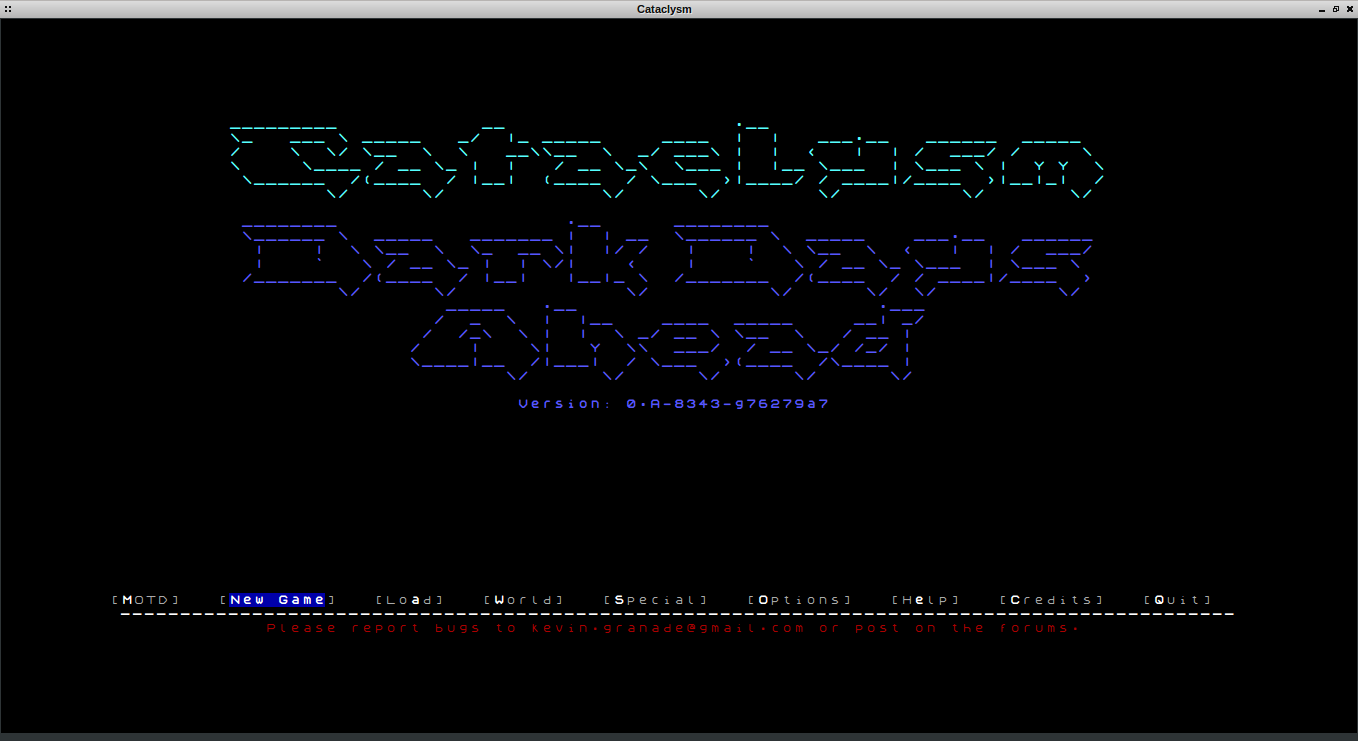
Скріншот Cataclysm: Dark Days Ahead, головне меню експериментальної версії

Досить скоро виявляється, що в результаті катастрофи, яку персонажеві пощастило пережити, населення перетворилося на живих мерців. Помітивши живу людину, зомбі переслідуватимуть її та намагатимуться зжерти. Задачею гравця на першому етапі гри є протриматися якомога довше, уникаючи зустрічі з мерцями або знищуючи їх за допомогою будь-якої знайденої чи змайстрованої з підручних матеріалів зброї, збираючи запас різноманітних припасів — їжі, питва, одягу, ліків, інструментів, матеріалів, зброї та набоїв тощо, — необхідних для виживання.
Окрім зомбі, додаткову небезпеку для персонажа становлять несприятливі погодні умови, зміна пір року і середньодобової температури, радіоактивне зараження місцевості тощо.

## Ігровий процес

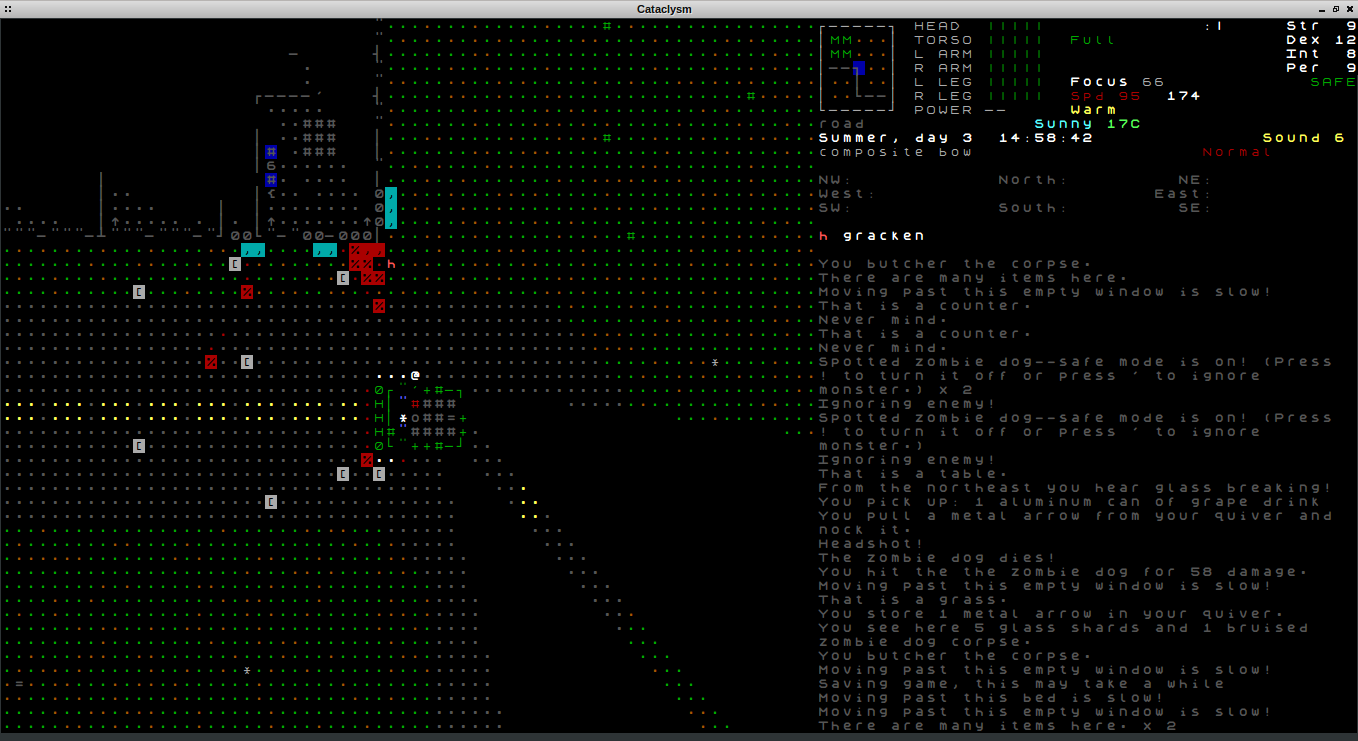
Скріншот Cataclysm: Dark Days Ahead, персонаж поруч з модифікованим Humvee

На відміну від більшості rogue-подібних ігор, в Cataclysm: Dark Days Ahead немає чіткої мети чи сюжетного фіналу: гравець має змогу вільно досліджувати програмно згенеровану територію, винищувати зомбі та інших чудовиськ, взаємодіяти з неігровими персонажами, будувати та облаштовувати прихисток та транспортні засоби. Ігровий процес зосереджений довкола щоденного виживання, гра симулює велику кількість параметрів життєдіяльності, таких як голод, спрага, психологічний стан, температура та хвороби тощо, які доводиться враховувати гравцеві.
Cataclysm базується на складній і доволі реалістичній симуляції ігрового світу, котра прихована відносно примітивною ASCII-графікою на основі алфавітно-цифрових символів. Традиційно для rogue-подібних ігор, головний персонаж зображено символом @ в центрі основної частини екрану, гравець контролює переміщення та просту взаємодію персонажа з об'єктами ігрового світу безпосередньо за допомогою клавіатурних команд, а велику кількість складніших дій, таких як ремонт чи майстрування предметів — через систему меню.

### Світ
Ігровий світ може бути один на багато сесій. При створенні нового персонажу, якщо попередній був видалений, грати можна у раніше створеному світі. Гра має підтримку погодних умов і сезонів, тривалість яких можна налаштувати. 
Типовий світ CDDA налічує міста, села, ліси та річки. Зазвичай у містах генерується те, що наявне у реальному світі - шпиталі, торговельні центри, будівлі тощо. У великих містах є шанс зустріти орду зомбі. Більш рідкісні місця, такі як лабораторії, військові бази та ракетні шахти, можна знайти у віддалених місцях по всьому світу. В останніх версіях є підтримка тривимірних будівель.

## Розробники і процес розробки

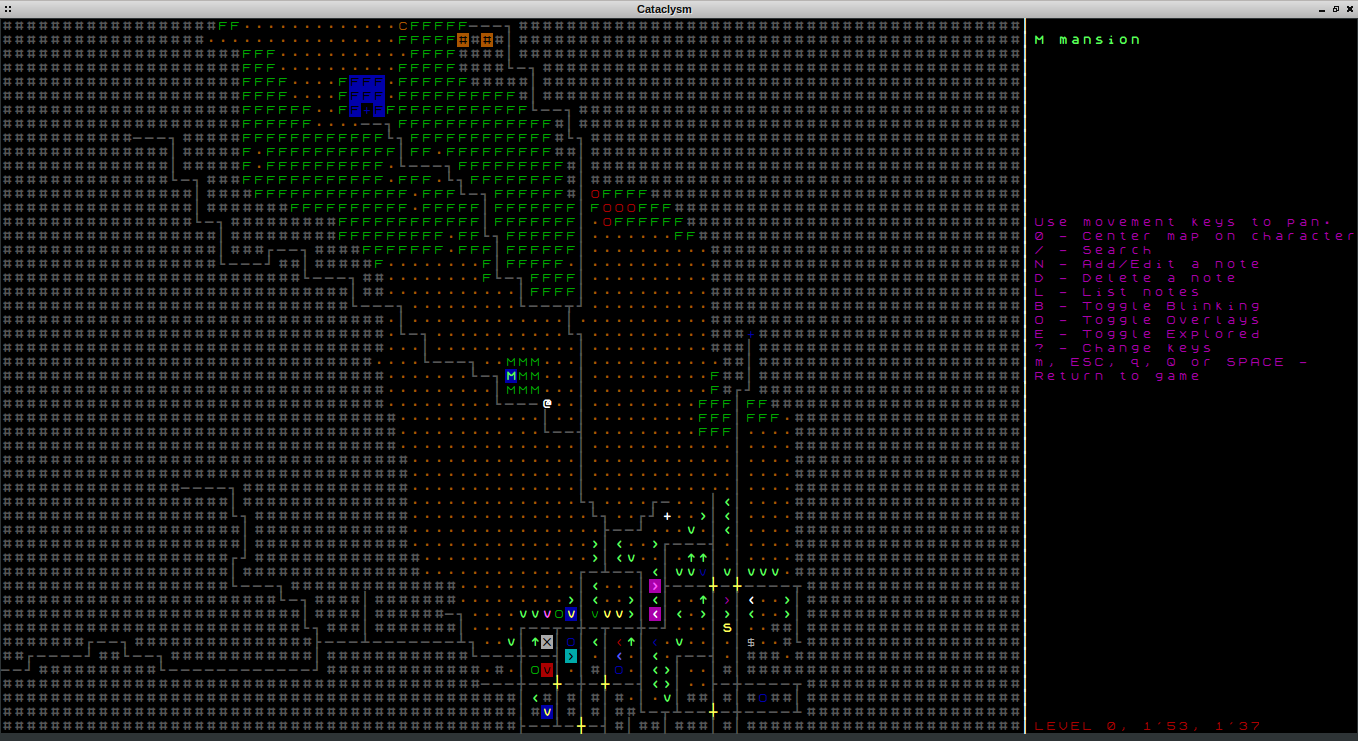
Скріншот Cataclysm: Dark Days Ahead, фрагмент мапи

Cataclysm: Dark Days Ahead знаходиться постійно в процесі розробки і вдосконалення завдяки зусиллям невеликої групи розробників, склад якої періодично змінюється, та активної спільноти гравців, яких об'єднує спілкування на форумі гри.
Процес розробки використовує платформу github, поточний експериментальний програмний код доступний усім охочим для компілювання. Час від часу розробники компілюють стабільну версію гри для трьох платформ, Windows, Linux та MacOS X і публікують посилання на виконувані пакунки на вебсайті проєкту. Ці стабільні версії рекомендовані для завантаження гравцям, що не бажають самотужки компілювати і тестувати свіжі версії, а віддають перевагу стабільності гри.
Поточною стабільною версією Cataclysm: Dark Days Ahead є версія 0.F-3 з кодовою назвою Frank-3, опублікована 3 липня 2021 року.

### Історія стабільних версій
Неповна історія стабільних версій, починаючи від версії 0.6 Samedi, — першої, згаданої в стрічці новин на сайті проєкту.
| Версія       | Дата випуску           | Інформація про реліз           |
| ------------ | ---------------------- | ------------------------------ |
| 0.6 Samedi   | 22 червня 2013 року    | Повідомлення на сайті проєкту  |
| 0.7 Linquist | 19 липня 2013 року     | Повідомлення на сайті проєкту  |
| 0.8 Romero   | 16 вересня 2013 року   | Повідомлення на сайті проєкту  |
| 0.9 Ma       | 15 листопада 2013 року | Повідомлення на сайті проєкту  |
| 0.A Kaufman  | 4 березня 2014 року    | Повідомлення на сайті проєкту  |
| 0.B Brin     | 17 листопада 2014 року | Повідомлення на сайті проєкту  |
| 0.C Cooper   | 11 березня 2015 року   | Повідомлення на сайті проєкту  |
| 0.D Danny    | 8 березня 2019 року    | Повідомлення на форумі проєкту |
| 0.E Ellison  | 1 квітня 2020 року     | Повідомлення на сайті проєкту  |
| 0.F Frank    | 3 липня 2021 року      | Повідомлення на сайті проєкту  |

## Дивіться також
- Перелік відкритих відеоігор